# 夫譚
夫譚（ふたん、前538年没）は、春秋時代の越の侯で、允常の父である

。